# 鈴木利宗
鈴木 利宗（すずき としむね、1972年11月14日 - ）は日本のルポライター

## 人物
- 静岡市生まれ。
- 1991年静岡県立静岡高等学校卒業（107期）。応援指導部に所属していた。早稲田大学に進学し、1995年同大学応援部主将。
- 2000年よりルポライター。

## 主な著書
- 地獄の伊東キャンプ 完全版 長嶋茂雄が闘魂こめた二十五日間（河出書房新社）[1]- 2023年刊の最新作。
- 地獄の伊東キャンプ一九七九年の伝道師たち（大修館書店）[2]
- なでしこという生き方（セブン＆アイ出版）[3]
- 「だましだまし生きる」のも悪くない（光文社新書）[4]- 香山リカとの共著。

## 番組出演

### テレビ
- TVじゃん!!（日本テレビ）-1995年10月31日
- とくダネ！（フジテレビ）-2012年12月11日

### ラジオ
- 福澤朗の火曜Wanted!（TBSラジオ）-2013年2月12日

- 松村邦洋のOH-!邦自慢（山口放送）[5]- 2023年9月23日・30日